# 薛康衡
薛康衡（?—?），唐朝官员，出自河东薛氏。唐肃宗的驸马。

## 生平
薛康衡高祖父薛收，为唐太宗十八学士之一。曾祖父薛元超，唐高宗时的宰相。祖薛毅，字仲雄，官至太子舍人。父亲薛江童，字靈遠，官至陳留郡太守、河南採訪使。薛康衡官至殿中監。驸马鄭巽死后，唐肃宗之女萧国公主改嫁薛康衡，薛康衡拜驸马都尉。薛康衡去世后，萧国公主作为和亲公主，下嫁回纥英武可汗。

## 子
- 薛釴，司農丞。
- 薛鉅，洛陽令。
- 薛鈹，京兆府倉曹參軍。
- 薛鈞，通州刺史。
- 薛釗，祕書監，娶唐德宗之女临真公主，为驸马都尉。